# Modo de exposição

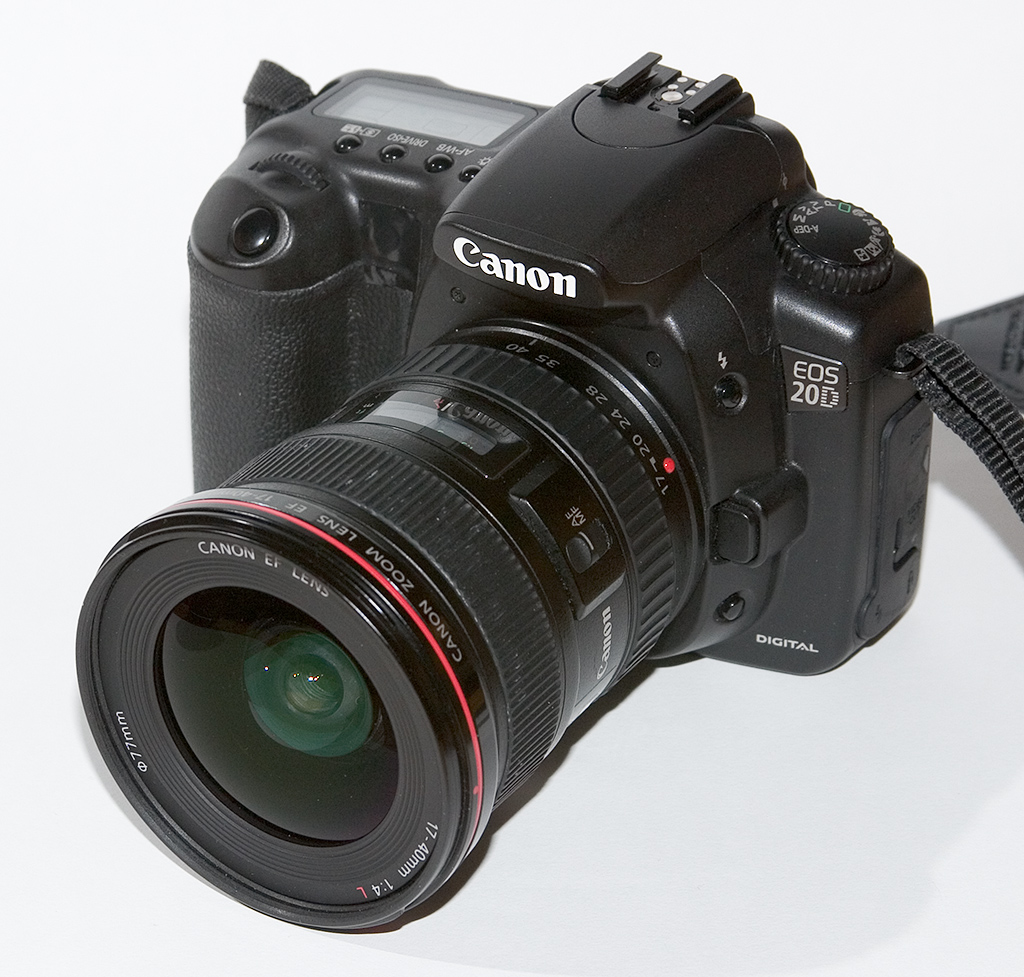
Uma câmera digital com botão de seleção de modos de fotografia e de cena na parte superior do corpo da câmera, do lado esquerdo

Em fotografia, modo de exposição abrange modo de fotografia e modo de cena, que se referem às possibilidades de uma câmera fotográfica digital ser operada manualmente, ou então, de capturar imagens levando em conta um determinado tipo de cenário, ou ainda, para obter imagem com um efeito desejado.
O modo manual é uma opção disponível quase exclusivamente em câmeras de uso profissional. Já os modos de cena, ao contrário, estão mais presentes e em maior número em câmeras compactas de uso mais comum, com algumas dessas câmeras oferecendo mais de duas dezenas de opções de modo de cena.
Um botão de modos de exposição que costuma equipar câmeras profissionais e populares é o dial de modos, que dá acesso rápido aos comandos manuais da câmera e ao controle da exposição através da seleção dos modos de cena. Os modos de cena, quando muitos, costumam ser oferecidos através de um menu de modos.

## Evolução das câmeras e dos modos de exposição
Os modos de fotografia como prioridade de velocidade e prioridade de abertura, sendo maneiras próprias de obter fotos com um determinado efeito, são tão antigas quanto as câmeras; já os modos de cena representam um avanço na captura de imagens digitais por acrescentarem uma certa personalidade ao modo impessoal e automatizado de capturar imagens e que muitas vezes leva a resultados tecnicamente superiores.
- Na primeira metade do século XX o recurso automático incorporado à maioria das câmeras fotográficas era o disparador temporizado. Havia também algumas câmeras panorâmicas, porém, de uso muito restrito.
- Em 1962 surgiu o modo de fotografia prioridade de abertura integrando a câmera Olympus Pen EES,[1] seguido do modo prioridade de velocidade alguns anos depois.
- Em 1996, vários fabricantes de câmeras fotográficas uniram esforços e desenvolveram o Advanced Photo System (APS) que propiciou o surgimento de câmeras totalmente automatizadas do tipo "apontar-e-disparar".
- Por volta do ano 2003 as câmeras digitais ofereciam a funcionalidade das câmeras APS, totalmente automatizadas, mas já oferecendo modos de cena diversificados cobrindo um horizonte mais amplo. Ao mesmo tempo, tomavam o lugar das câmeras analógicas, assumindo a funcionalidade das câmeras clássicas.

## O botão de seleção de modos
Um dial genérico apresenta um modo automático auto dividindo os modos em duas partes: os modos de fotografia e os modos de cena.
Os modos de fotografia estão presentes, na maioria das câmeras para profissionais e amadores avançados, no dial de modos que dá acesso rápido a modos básicos de fotografia: o modo manual (M), o modo programado (P), o modo prioridade de velocidade ou obturador (S ou Tv em alguns modelos) e o modo prioridade de abertura (A ou Av em alguns modelos). Esses são os modos nobres da fotografia que a Kodak abriga sob a denominação de modo criativo.
As câmeras profissionais do tipo SLR costumam contar com modos de cena pré-programados básicos acessíveis pelo dial. Geralmente, são os modos esportivo, retrato, noturno, paisagem, praia e neve e um modo programável pelo usuário.
Algumas vezes, o dial de modos tem um ponto de entrada para o menu de modos de cenas, geralmente pelo ponto marcado como SCN.

## Resumo dos modos de exposição

### Modos de fotografia
- No modo Auto, a câmera assume o controle da abertura, velocidade, sensibilidade, do modo de medição, da iluminação, do balanço de cores, do foco, da estabilização da imagem para a máquina.
- O modo P (Program) permite controle parcial de velocidade e abertura.
- Modo S (Shutter speed) controla a velocidade, a abertura é recalculada automaticamente.
- Modo A (Aperture) controla a abertura do diafragma, a velocidade é recalculada automaticamente.
- O modo M (Manual) permite controle independente de velocidade e abertura.

### Modos de cena
Os modos de cena mais comuns como Retrato, Paisagem, Esportivo e Praia ou Neve têm suas ações mais ou menos bem definidas e conhecidas pelos fotógrafos; outros modos de cena, menos comuns, têm merecido pouca divulgação pelos seus criadores.
| Modo de cena     | Descrição | Ação esperada |
| ---------------- | --- | --- |
| Auto             | A câmera entra em prontidão e fica à espera do aperto do botão de disparo para capturar uma imagem.          | A câmera põe seus sensores em ação e auto-ajusta abertura, velocidade, sensibilidade, fotometria, iluminação, balanço de cores, foco e estabilização da câmera de acordo com o programa padrão definido pelo fabricante da câmera. |
| Esporte ou Ação  | Adequa a câmera para capturar imagens em movimento relativo                                                  | Aumento da sensibilidade para usar altas velocidades de captura de objetos. |
| Paisagem         | Condiciona a câmera a obter imagem com nitidez se estendendo do primeiro plano até o infinito.               | Diminuição da velocidade para usar pequenas aberturas, que dão mais nitidez em profundidade. |
| Retrato          | Dá destaque à pessoa fotografada tirando o foco do resto da cena.                                            | Aumento da abertura para obter um fundo desfocado. |
| Praia ou Neve    | Neutraliza a tendência da câmera de capturar imagens escurecidas em ambientes muito claros.                  | Aumento da abertura para obter brancos mais puros. |
| Paisagem Noturna | Neutraliza a tendência da câmera de capturar imagens brilhantes em ambientes muito escuros.                  | Menos exposição para evitar ofuscamento. |
| Interiores       | Neutraliza a tendência da câmera de capturar imagens escurecidas em ambientes muito claros e aviva as cores. | Condicionamento do balanço de cores para luz de lâmpadas incandescentes e fluorescentes; acionamento o estabilizador de imagem. |
| Auto-retrato     | Fotografia com câmera montada sobre tripé e com disparo automático.                                          | Acionamento do disparador com retardo programado. |
Outros modos de cena: Fogos de artifício, Pôr-do-sol, Luz de velas, Retrato noturno, Folhagens, Culinária, Retrato sem flash, Panorâmico, Através de vidraça, Documentos, Fotos subaquáticas, Leilão, Reconhecimento de sorriso, Museu, Festa, Flores, Alto ISO, Crianças, Close-up, high-key, low-key, modo estabilizado.